# Þórshöfn
Þórshöfn est une localité islandaise de la municipalité de Langanesbyggð située au nord-est de l'île, dans la région de Norðurland eystra. En 2011, le village comptait 380 habitants.